# Lijst van rijksmonumenten in Kesteren
De plaats Kesteren telt 12 inschrijvingen in het rijksmonumentenregister. Hieronder een overzicht.
| Object                                 | Oorspronkelijke functie? | Bouwjaar                                  | Architect            | Locatie                        | Coördinaten?                  | Nr.?   | Afbeelding                             |
| -------------------------------------- | ------------------------ | ----------------------------------------- | -------------------- | ------------------------------ | ----------------------------- | ------ | -------------------------------------- |
| Hofstede 'De hoorn'                    | Boerderij                | midden 19e eeuw                           |                      | Boveneindsestraat 15           | 51° 56' 15" NB, 5° 34' 53" OL | 23650  | Meer afbeeldingen                      |
| Toren der hervormde kerk               | Kerk en kerkonderdeel    | waarschijnlijk 14e eeuw                   |                      | Kerkstraat 6                   | 51° 56' 5" NB, 5° 34' 19" OL  | 23651  | Toren der hervormde kerk               |
| Hervormde Kerk vanwege inventaris      | Kerk en kerkonderdeel    | 17e eeuw (preekstoel+kaarsenkroon+zerken) |                      | Kerkstraat 4                   | 51° 56' 5" NB, 5° 34' 20" OL  | 23652  | Meer afbeeldingen                      |
| T-huis                                 | Boerderij                | midden 19e eeuw                           |                      | Nedereindsestraat 35           | 51° 55' 53" NB, 5° 33' 36" OL | 23653  | Meer afbeeldingen                      |
| Huis 'De poel'                         | Kasteel, buitenplaats    | derde kwart 19e eeuw                      |                      | Rijnbandijk 151                | 51° 56' 26" NB, 5° 35' 27" OL | 23655  | Meer afbeeldingen                      |
| Gedeelte van de linie ochten- de spees | Omwalling                | eind 18e eeuw                             |                      | Gedeelte Linie Ochten-de Spees | 51° 56' 26" NB, 5° 36' 4" OL  | 23656  | Gedeelte van de linie ochten- de spees |
| Gedeelte van de linie ochten- de spees | Omwalling                | eind 18e eeuw                             |                      | Gedeelte Linie Ochten-de Spees | 51° 56' 10" NB, 5° 35' 59" OL | 23657  | Upload foto                            |
| Gedeelte van de linie ochten-de spees  | Omwalling                | eind 18e eeuw                             |                      | Gedeelte Linie Ochten-de Spees | 51° 56' 19" NB, 5° 35' 55" OL | 23658  | Gedeelte van de linie ochten-de spees  |
| Linie Ochten-Spees                     | Omwalling                | eind 18e eeuw                             |                      | Gedeelte Linie Ochten-de Spees | 51° 56' 28" NB, 5° 36' 7" OL  | 467855 | Linie Ochten-Spees                     |
| Station Kesteren                       | Transport                | 1885                                      | M.A. van Wadenooijen | Stationsstraat 40              | 51° 55' 52" NB, 5° 34' 34" OL | 522901 | Meer afbeeldingen                      |
| Woonhuis met dienstruimten             | Woonhuis                 | 1886-1890                                 | M.A. van Wadenooijen | Stationsstraat 38              | 51° 55' 52" NB, 5° 34' 34" OL | 522902 | Meer afbeeldingen                      |
| Tranformatorhuisje                     | Nutsbedrijf              | ca. 1922                                  | G. Versteeg sr.      | Stationsstraat 15              | 51° 56' 6" NB, 5° 34' 36" OL  | 522903 | Meer afbeeldingen                      |